# Daphnella louisae
Daphnella louisae é uma espécie de gastrópode do gênero Daphnella, pertencente à família Raphitomidae.